# Wolframelektrode
Wolframelektroden werden zum Wolfram-Inertgas-Schweißen (WIG) benötigt. Je nach Stromart werden reine oder mit oxidischen Zusätzen versehene Wolframelektroden verwendet, sie sind nach Zusatzart und -menge farblich gekennzeichnet. Die Einteilung der Elektroden erfolgt nach ISO 6848, letzter Stand 2015. Nicht alle hier gelisteten Elektroden sind in der Norm wiederzufinden, wie zum Beispiel die WS, WT 40 oder WT 4.
| Bezeichnung | Zusammensetzung                                         | Kennfarbe  | geeignet für Werkstoff                                                                                              |
| ----------- | ------------------------------------------------------- | ---------- | --- |
| WP          | reines Wolfram                                          | grün       | Aluminiumlegierungen                                                                                                |
| WZr 3       | 0,15 bis 0,50 % Zirconium(IV)-oxid                      | braun      | Aluminiumlegierungen                                                                                                |
| WZr 8       | 0,70 bis 0,90 % Zirconium(IV)-oxid                      | weiß       | Aluminiumlegierungen                                                                                                |
| WT 4        | 0,35 bis 0,55 % Thoriumdioxid – Radioaktiv!             | hellblau   | Un- und hochlegierte Stähle                                                                                         |
| WTh 10      | 0,80 bis 1,20 % Thoriumdioxid – Radioaktiv!             | gelb       | Un- und hochlegierte Stähle                                                                                         |
| WTh 20      | 1,70 bis 2,20 % Thoriumdioxid – Radioaktiv!             | rot        | Un- und hochlegierte Stähle                                                                                         |
| WTh 30      | 2,80 bis 3,20 % Thoriumdioxid – Radioaktiv!             | violett    | Un- und hochlegierte Stähle                                                                                         |
| WT 40       | 3,80 bis 4,20 % Thoriumdioxid – Radioaktiv!             | orange     | Un- und hochlegierte Stähle                                                                                         |
| WLa 10      | 0,80 bis 1,20 % Lanthanoxid                             | schwarz    | Un- und hochlegierte Stähle, Titan-, Nickel-, Kupfer-, Aluminium- und Magnesiumlegierungen                          |
| WLa 15      | 1,30 bis 1,70 % Lanthanoxid                             | gold       | Un- und hochlegierte Stähle, Titan-, Nickel-, Kupfer-, Aluminium- und Magnesiumlegierungen                          |
| WLa 20      | 1,80 bis 2,20 % Lanthanoxid                             | dunkelblau | Un- und hochlegierte Stähle, Titan-, Nickel-, Kupfer-, Aluminium- und Magnesiumlegierungen                          |
| WCe 20      | 1,80 bis 2,20 % Cer(IV)-oxid                            | grau       | Un- und hochlegierte Stähle, Titan-, Nickel-, Kupfer-, Aluminium- und Magnesiumlegierungen                          |
| WS 2®       | Seltene Erden (Mischoxide)                              | türkis     | Un- und hochlegierte Stähle, Aluminium, Kupfer, Kupferlegierungen, Bronze, Silizium-Bronze, Titan, Titanlegierungen |
| E3®/WR20    | Seltene Erden (Mischoxide: Lanthan, Zirkonium, Yttrium) | lila       | Un- und hochlegierte Stähle, Titan-, Nickel-, Kupfer-, Aluminium- und Magnesiumlegierungen                          |

Die WP-Elektroden sind reine Wolframelektroden und werden hauptsächlich zum Wechselstromschweißen verwendet.
Die WZr-Elektroden haben beim Wechselstromschweißen etwas bessere Eigenschaften.
Die WTh-Elektroden sind bedingt durch den Thoriumzusatz leicht radioaktiv strahlend. Sie haben beim Gleichstromschweißen bessere Zündeigenschaften und eine höhere Stromtragfähigkeit als reine Wolframelektroden. Die Anwendung dieser Elektroden sollte vermieden werden. Insbesondere das Schleifen dieser Elektroden erfordert besondere Vorsicht und spezielle Absauganlagen.
Die WCe-, WLa-, WS- und WR-Elektroden werden zum Gleich- und Wechselstromschweißen verwendet, sie sind ein vollwertiger Ersatz für die WTh-Elektroden.
WLa- sind im Vergleich zu WCe-Elektroden etwas besser für kleine Stromstärken geeignet.
Die WS-Elektroden sind meist etwas teurer und haben unterschiedliche, nicht genormte Zusammensetzung. Standzeit und Belastbarkeit sollen noch höher sein.
Anschleifen:
Wolframelektroden sollten immer in Längsrichtung angeschliffen werden. Ein Anschliff der Elektroden in Umfangsrichtung kann den Lichtbogen streuen und so das Aussehen der Naht negativ beeinflussen.
Zum Anschleifen sollten Diamantschleifscheiben benutzt werden, um die Oberflächenrauigkeit so gering wie möglich zu halten, da diese den Lichtbogen ablenken könnte. Das Einatmen oder Verteilen von Schleifstäuben sollte dabei – insbesondere auch bei Elektroden mit Thoriumdioxid – vermieden werden (passende Luftabsaugung im Bereich der Schleifstelle, nass schleifen …).